# 冬薔薇姫
『冬薔薇姫』（ふゆばらひめ）は、藤崎真緒による日本の漫画作品。

## 概要
計3編、単行本は全1巻。
- 冬薔薇姫（『ザ花とゆめ』 平成15年2月1日号）
- 朧月夜に会いましょう〜冬薔薇姫・2〜（同上 6月1日号）
- 宵待草は謳う〜薔薇姫・3〜（同上 10月1日号）

## あらすじ
祖母が管理人を務める別荘で、冬の間だけアルバイトをすることになった考司。
そこで出会ったのは、人形作家の上総と専属モデルの冬薔薇姫。上総のために13歳の頃から成長が止まってしまっている姫に、孝司は恋をしてしまう。

## 登場人物
高津 考司（たかつ こうじ）
高校生。別荘で出会った冬薔薇姫に恋をする。
近江 上総（おうみ かずさ）
ビスクドール作家。冬姫をモデルに人形を製作する。
冬姫（ふゆき）
「冬薔薇姫」として、上総の専属モデルをしている。上総とは従兄妹同士。13歳の頃から成長が止まっている。水や雪が苦手。
兼森 真理子（かねもり まりこ）
別荘のオーナの娘。上総は、中学の同級生。上総のマネジメントを担当する。
春日谷 進之介（かすがや しんのすけ）
カメラマン。
同作者による漫画作品『純愛可憐狂想曲 -ダリア-』にも登場する。
新見 桜（にいみ さくら）
考司のクラスメイトで考司のことが好き。上総のビスクドールの大ファン。何でも買い与えてくる両親に価値観の違いを感じている。
紅子（こうこ）
考司の祖母。別荘の住み込み管理人として、第2の人生を謳歌している。
同作者による漫画作品『お素敵ダーリン』にも少しだけ登場する。